# Rolf Hornig
Rolf Hornig (* 25. Februar 1919 in Rüstringen; † 22. November 2006 in Westerstede) war ein deutscher Politiker (SPD) und ehemaliges Mitglied des Niedersächsischen Landtages.
Nach Ende der Volksschule und dem Besuch von Erweiterungsklassen absolvierte Hornig eine Lehre als Versicherungskaufmann, die er durch eine Prüfung vor der oldenburgischen Industrie- und Handelskammer abschloss. In der Folge war er bei einem Versicherungsunternehmen als Angestellter beschäftigt. Er wurde im August 1939 zum Militär einberufen und diente im Heer. Nach einer Verwundung im März 1945 in Russland wurde er aus der Wehrmacht dienstuntauglich entlassen. Hornig arbeitete bei der Stadt Wilhelmshaven als Angestellter der Stadtwerke. Er übernahm verschiedene politische Positionen und wurde schließlich Kreisvorsitzender der Wilhelmshavener SPD und Mitglied des SPD-Bezirksvorstandes Weser-Ems.
Vom 6. Mai 1955 bis 5. Mai 1959 war er Mitglied des Niedersächsischen Landtages (3. Wahlperiode), der SPD-Fraktion gehörte er bis 5. Mai 1956 an, danach war er fraktionslos.
Hornig war verheiratet und hatte zwei Kinder. Am 22. November 2006 starb er 87-jährig in Westerstede.